# Johan Christian Dahl
Johan Christian Claussen Dahl, también conocido como I.C. Dahl (24 de febrero de 1788 - 14 de octubre de 1857), fue un pintor de paisajes noruego, relacionado con el nacionalismo romántico noruego. A menudo es considerado "el padre de la pintura de paisajes noruega".

## Primeros años

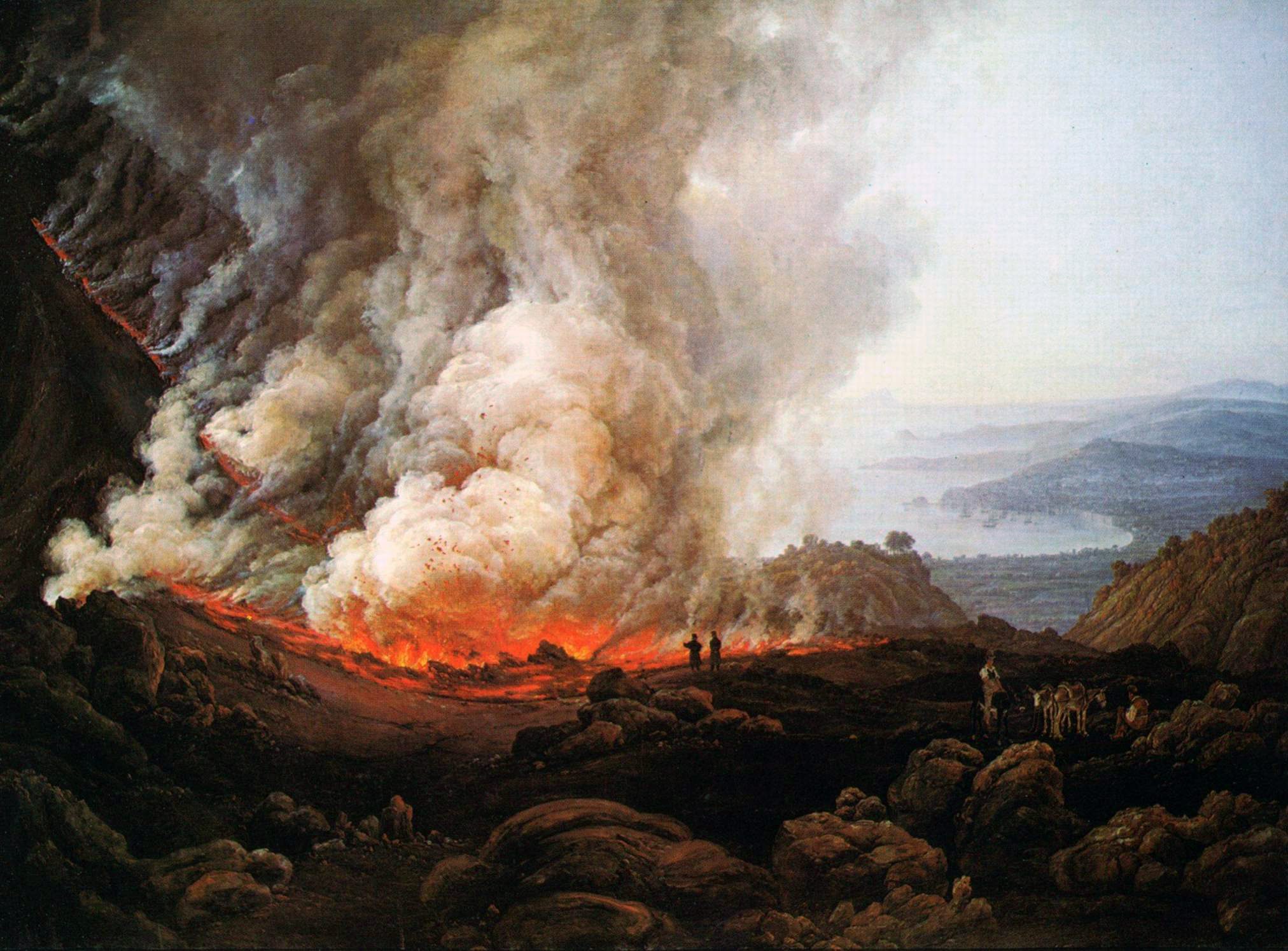
I.C. Dahl, Vesubio en erupción (1826), Metropolitan Museum of Art, New York.

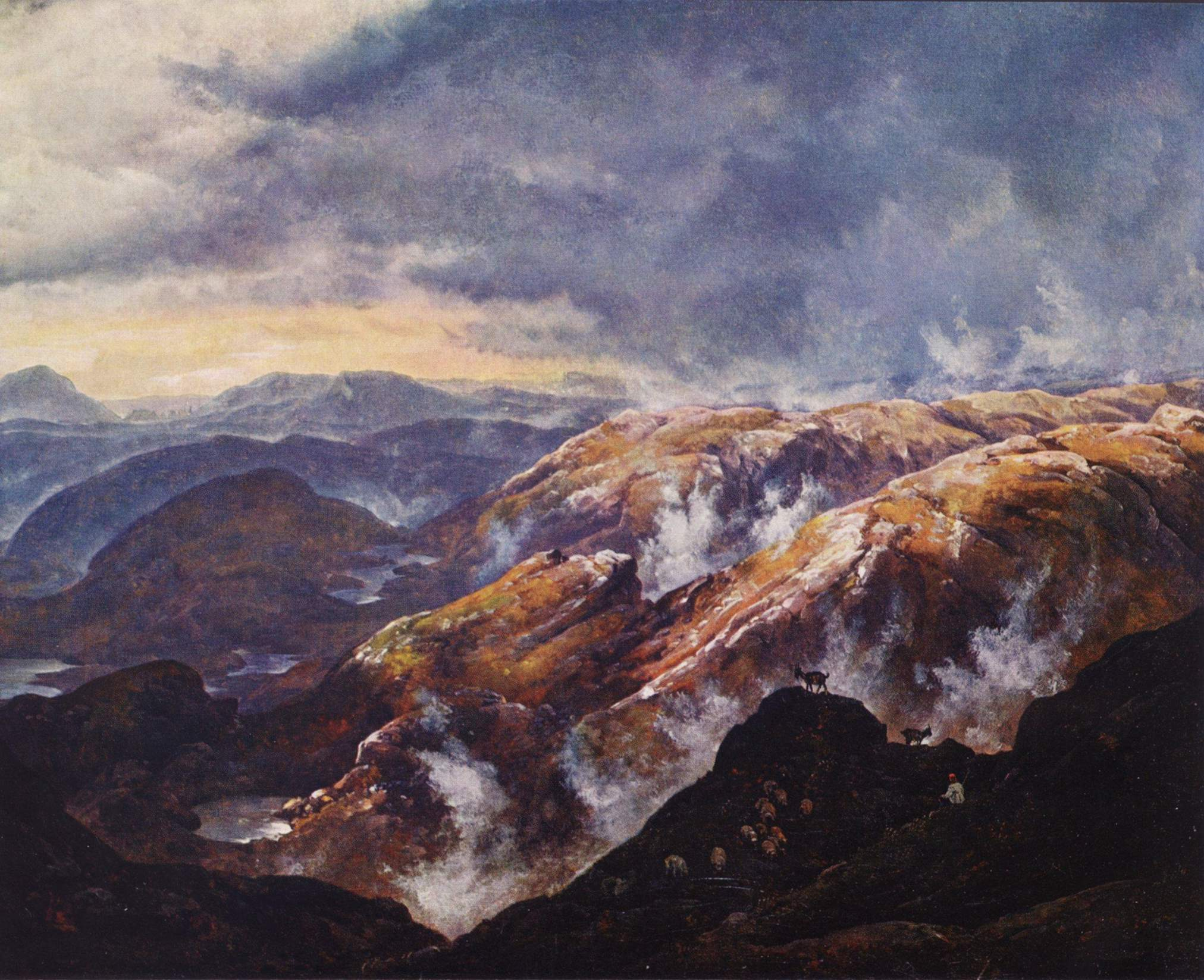
I.C. Dahl, Lyshornet cerca de Bergen (1836), Museo Nacional de Arte, Oslo.

Nacido en Bergen, Noruega, el hijo de un pescador, su primera formación fue como artista decorativo en su ciudad natal. Un grupo de ciudadanos acomodados recogieron dinero para que Dahl pudiera viajar a Copenhague en 1811 para estudiar en la Academia Real de Bellas Artes de Dinamarca. Su profesor fue Christian August Lorentzen, y también fue influenciado por Christoffer Wilhelm Eckersberg y los paisajes poéticos de Jens Juel.
Durante el otoño de 1818 Dahl marchó de Copenhague. Su intención fue ir de un viaje de estudios a los centros culturales más importantes en Europa. Una de sus destinaciones fue Dresde, donde se trasladó en el mundo artístico. En el verano de 1820 viajó a Roma y Nápoles, volviendo en 1821 para establecerse en Dresde. Se casó y se instauró en Dresde pero volvió varias veces a Noruega para inspirar sus cuadros.

## Carrera

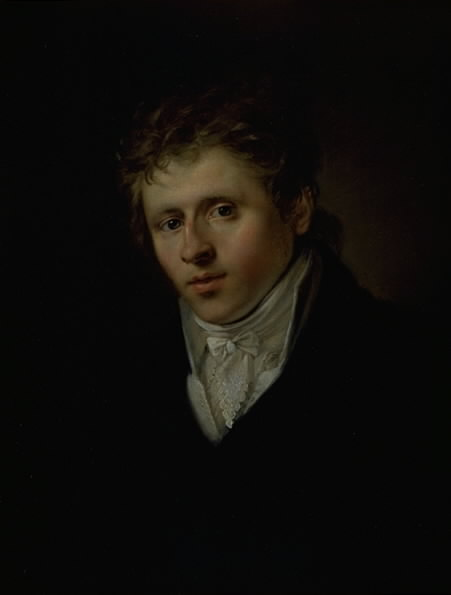
Retrato de J.C. Dahl
Christian Albrecht Jensen
(c 1815)

Durante sus siete años en Copenhague, Johan Christian Dahl empezó su carrera artística como profesor en la Escuela Superior de Bellas Artes de Dresde en 1824. Entre sus estudiantes fueron los artistas noruegos Peder Balke y Knud Bull. Era activo primariamente en esta ciudad pero recogía materia para sujetos del paisaje de su país natal. Junto con Caspar David Friedrich y Carl Gustav Carus, se convertiría en uno de los pintores de Dresde del periodo que ejercieron una influencia decisiva en la pintura romántica alemana.
J.C. Dahl ocupa una posición central en la vida artística noruega de la primera mitad del siglo XIX. Sus interpretaciones románticas pero naturalísticas del paisaje noruego fomentaron interés en Noruega en el Europa continental, donde Dahl sí mismo fue estimado, en particular en Dinamarca y Alemania. Dahl visitó Noruega con frecuencia. En 1826 fue de un viaje de estudios en Noruega, su primera visita allí desde que salió del país en 1811. Dahl visitó Noruega otras veces en 1834, 1839, 1844 and 1850, y entonces pudo expandir el ámbito de su tema noruego. Dahl fue activo en promover la conservación de monumentos históricos en Noruega y fue fundador de la Sociedad para la Conservación de Monumentos Noruegos Antiguos.
En 1836, Dahl fue también entre los fundadores de la Galería Nacional de Noruega (noruego: Nasjongallerietand), ahora el Museo Nacional de Arte, Arquitectura y Diseño de Noruega y donó su propia colección de arte a la institución. Junto con Johan Sebastian Welhaven, Frederik Stang y Henrik Heftye, fundó la Sociedad Artística en Oslo (noruego: Oslo Kunstforening).

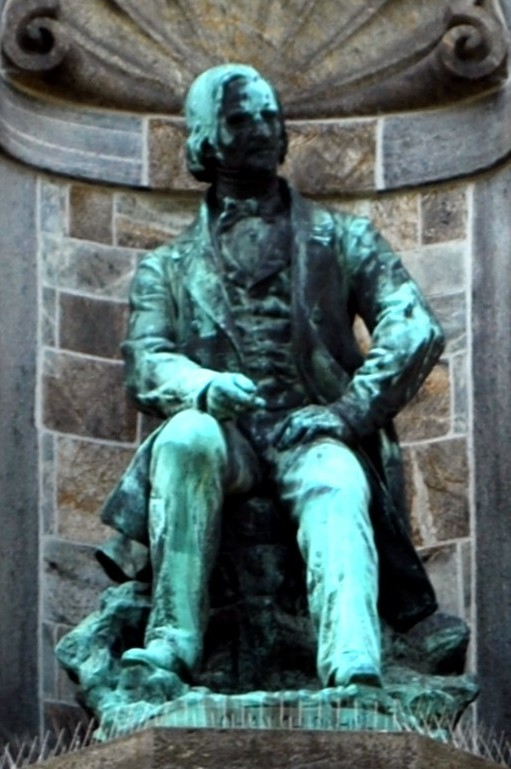
Estatua de J. C. Dahl
Ambrosia Tønnesen (1902)

## Vida personal
Dahl se casó dos veces. En 1820, se casó con Dorothea Franzisca Friederike Emilie von Block (1801-1827). Emilie Dahl murió durante el parto de su cuarto hijo y los dos hijos mayores fallecieron dos años más tarde de escarlatina. Dahl se casó en enero de 1830 con su alumna Amalie von Bassewitz (1794-1830). Amalie también murió durante el parto en diciembre del mismo año. Dahl quedó devastado y fue incapaz de pintar durante muchos meses. Unos años después, este hijo falleció en la infancia, dejando a Dahl solo con sus hijos mayores supervivientes, Siegwald y Caroline. Tras una breve enfermedad, murió en Dresde, Alemania. En 1902, una estatua de Dahl por la escultora noruega Ambrosia Tønnesen (1859-1948) fue erigida en la fachada del Vestlandske kunstindustrimuseum en Bergen. En 1934, sus restos fueron devueltos a Noruega y fueron enterrados en el cementerio de la Iglesia de San Jacbom (Sankt Jakob kirke) en Bergen.

## Honores
- Orden de Vasa (1839)
- Orden de Dannebrog (1840)
- Caballero de la Orden de San Olaf (1847)

## Obras notables
Se puede ver muchas de sus obras en Dresde, notablemente un cuadro grande titulado Noruega y Tormenta de mar. El Bergen Kunstmuseum en Bergen, Noruega contiene varias obras prominentes como: Måbødalen (1851), Fra Stedje i Sogn (1836), Hjelle i Valdres (1850),Lysekloster (1827), Stedje i Sogn (1836) y Bjerk i storm (1849).
La Galería Nacional de Oslo tiene una colección de sus obras, incluyendo: Vinter ved Sognefjorden (1827), Castellammare (1828), Skibbrudd ved den norske kyst (1832), Hellefoss (1838), Fra Stalheim (1842), Fra Fortundalen (1842) y Stugunøset på Filefjell (1851).

## Antología
- Vesuv i utbrudd 			(1826)
- Invierno en el Sognefjord 	(1827)
- Castellammare 			(1828)
- Skibbrudd ved den norske kyst 	(1832)
- Fra Stedje i Sogn			(1836)
- Hellefoss 			(1838)
- Stalheim				(1842)
- Fra Fortundalen 			(1842)
- Bjerk i storm 			(1849)
- Hjelle i Valdres 			(1850)
- Stugunøset på Filefjell 		(1851)
- Måbødalen 			(1851)

## Galería

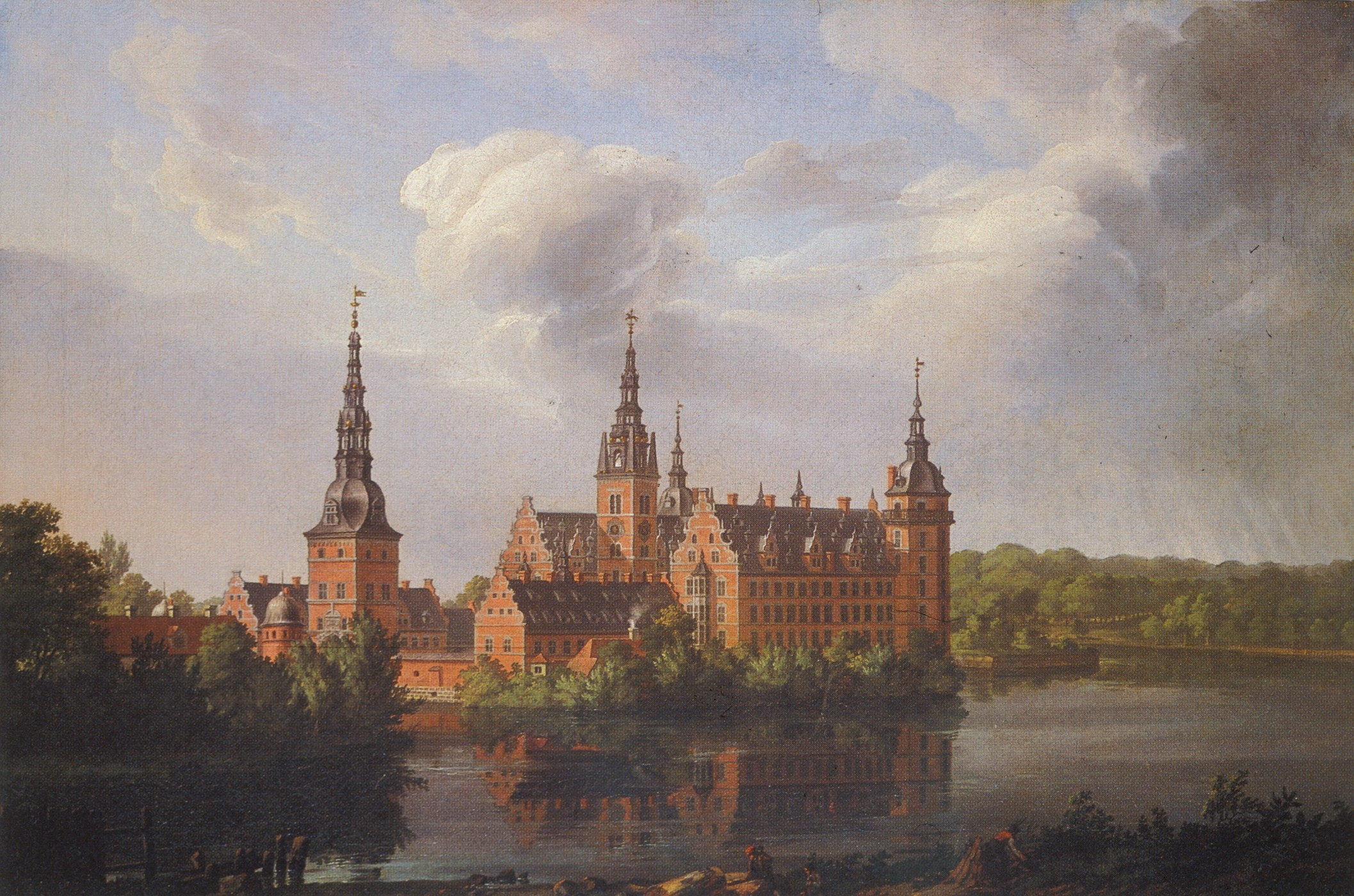
Castillo de Frederiksborg (1814)
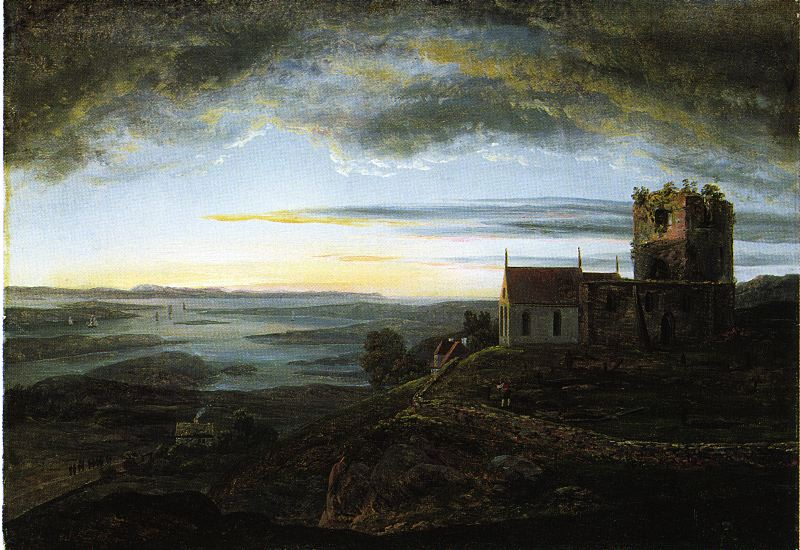
Iglesia de Avaldsnes (1820)
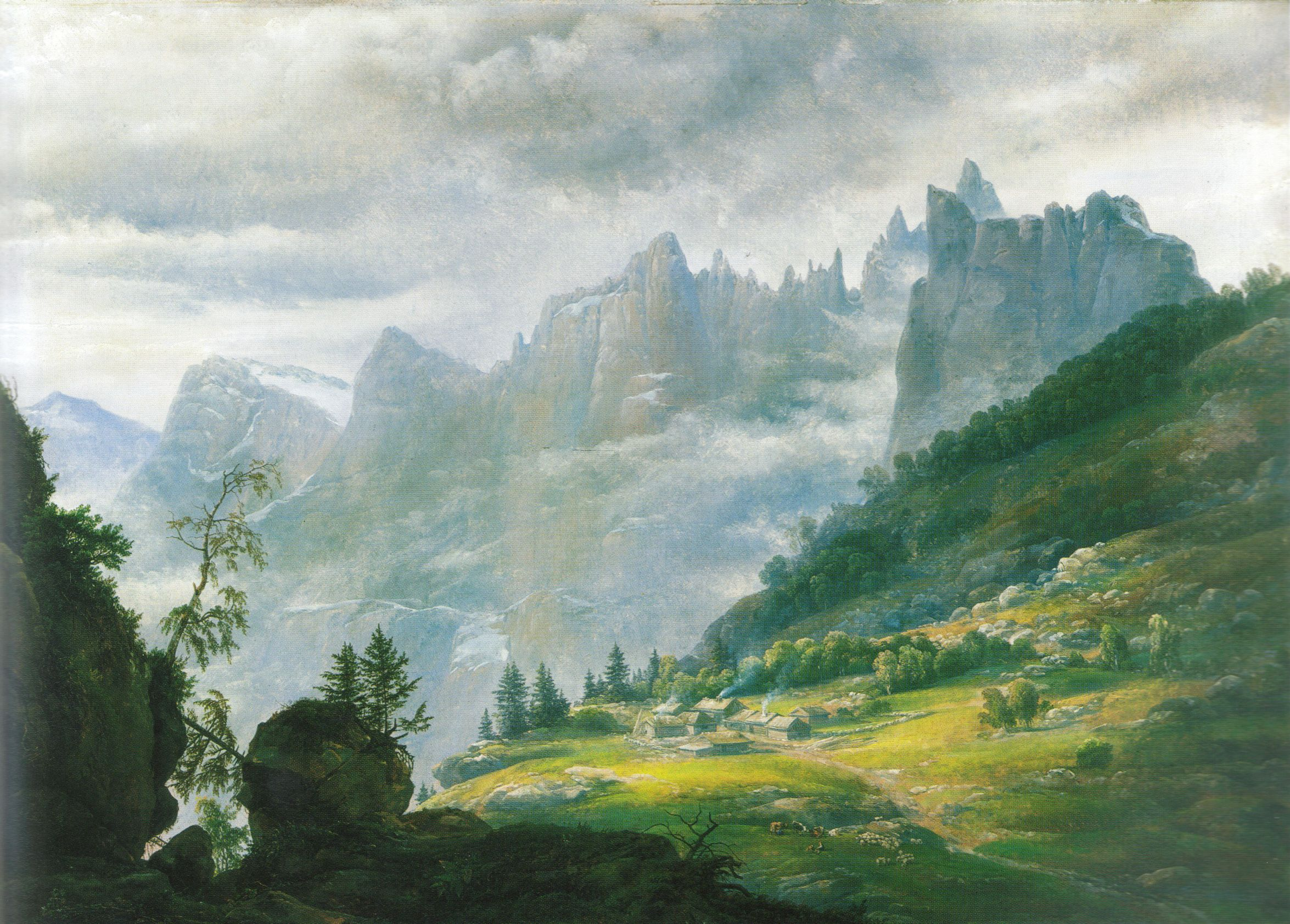
Trolltindene (1823)
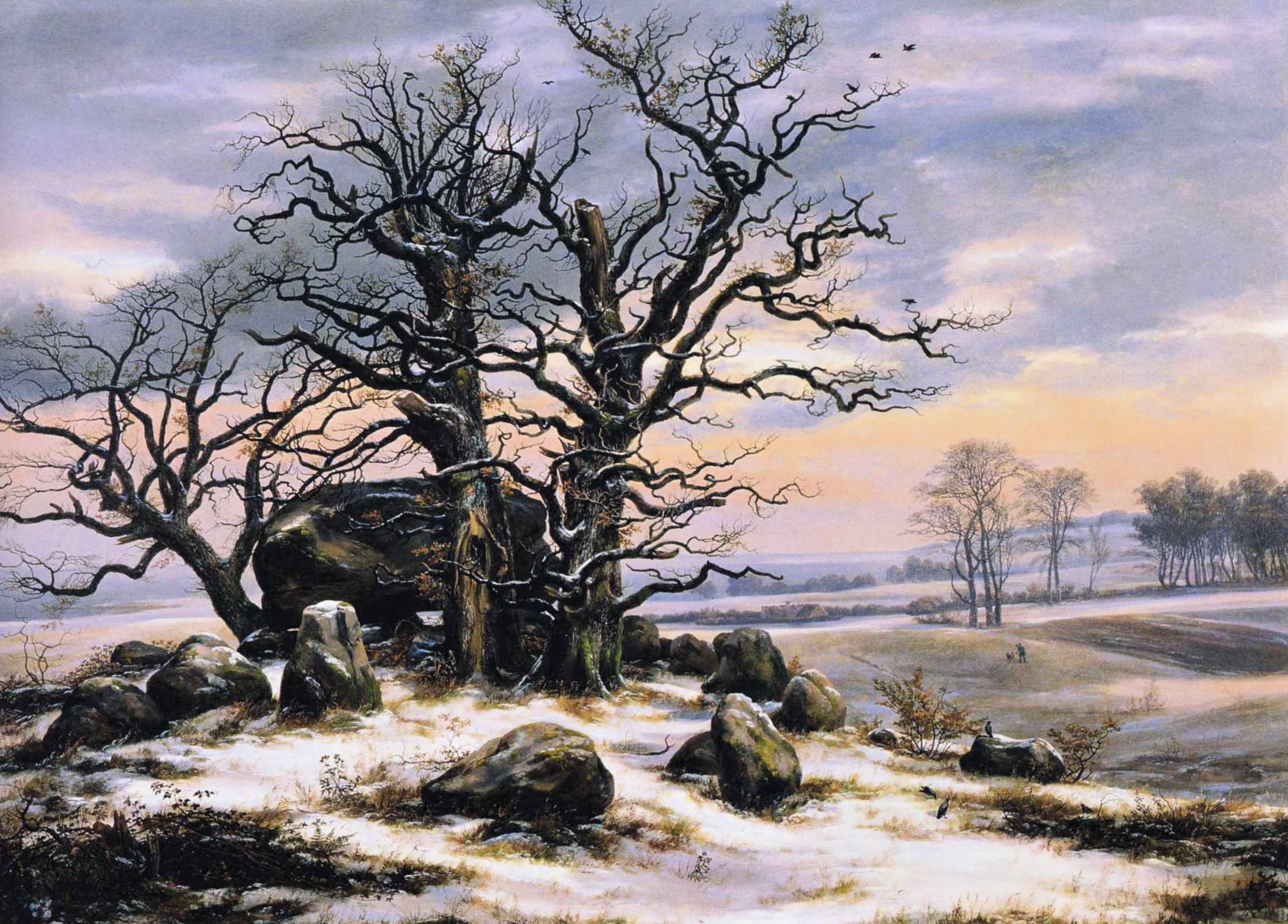
Tumba megalítica en invierno (1824-25)
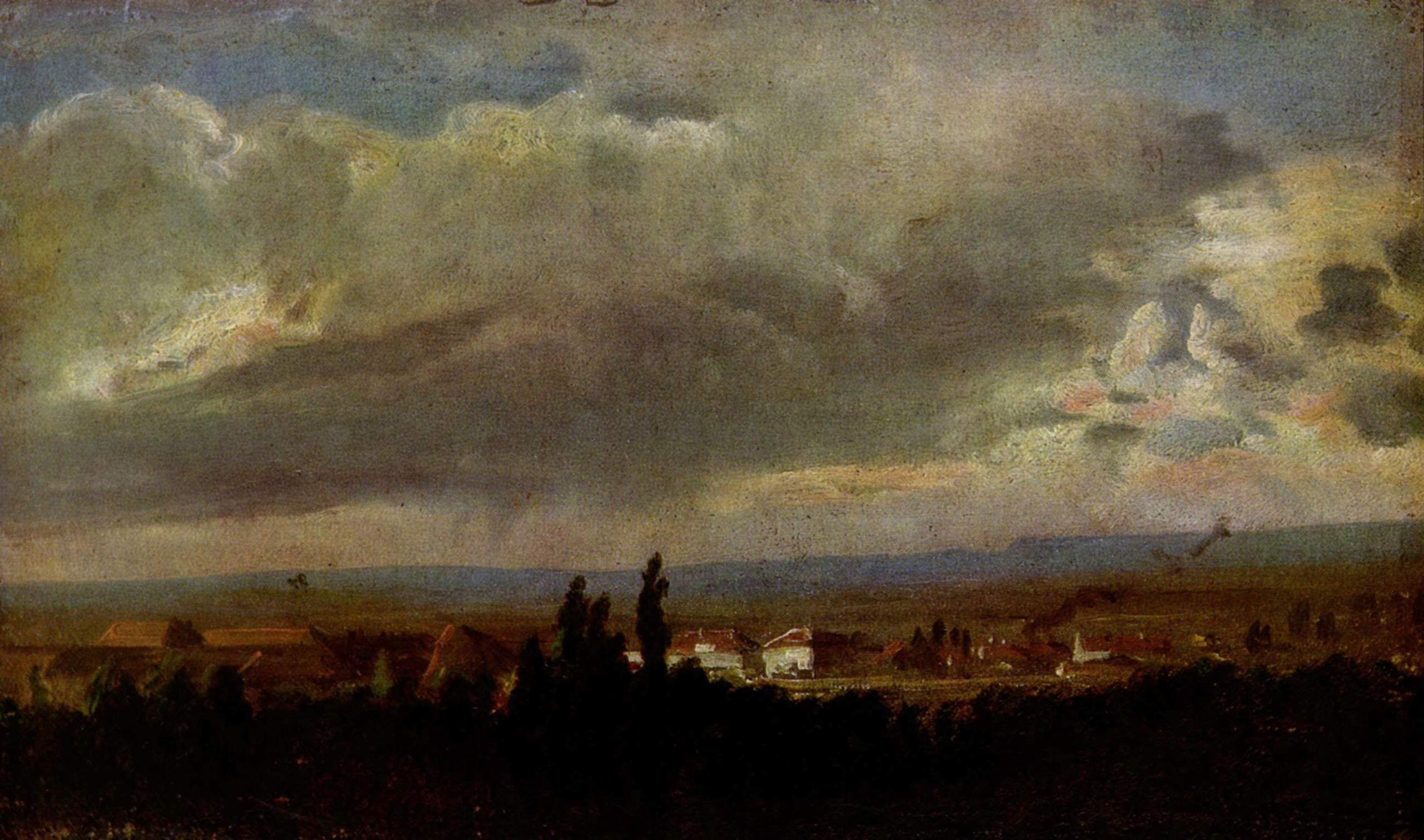
Tormenta en Dresde (1830)
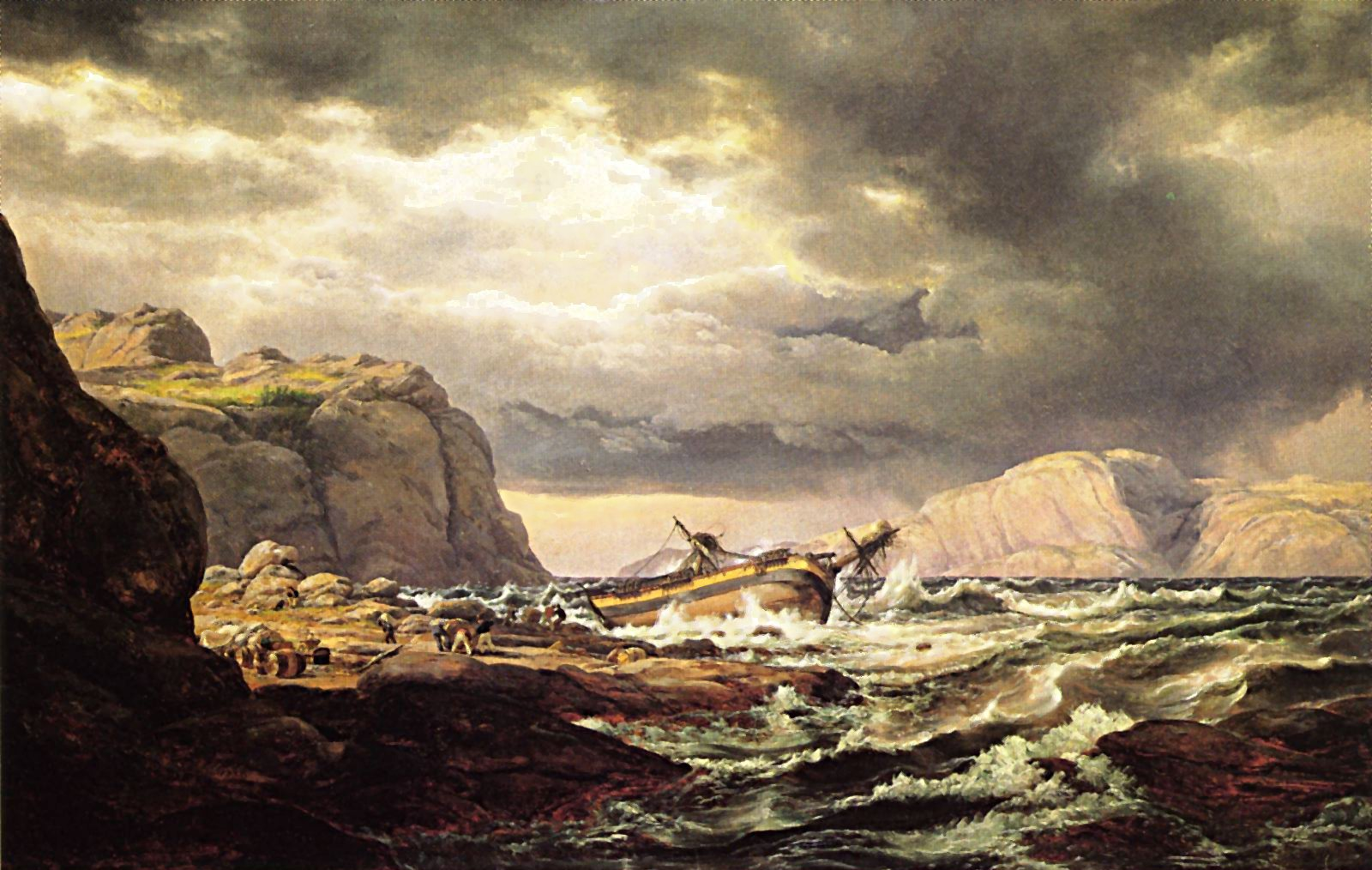
Naufragio en la costa noruega (1832)
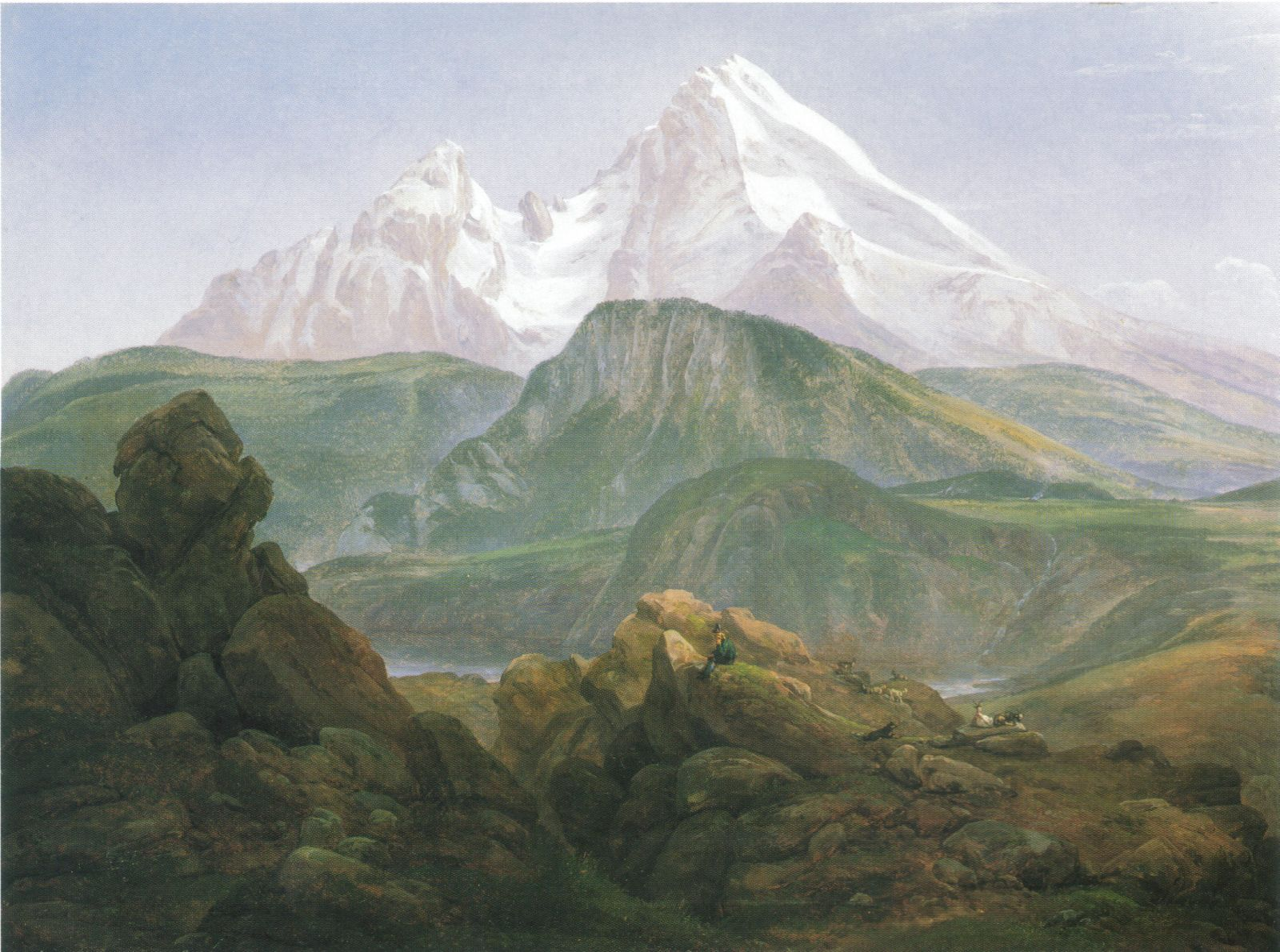
Watzmann (1835)
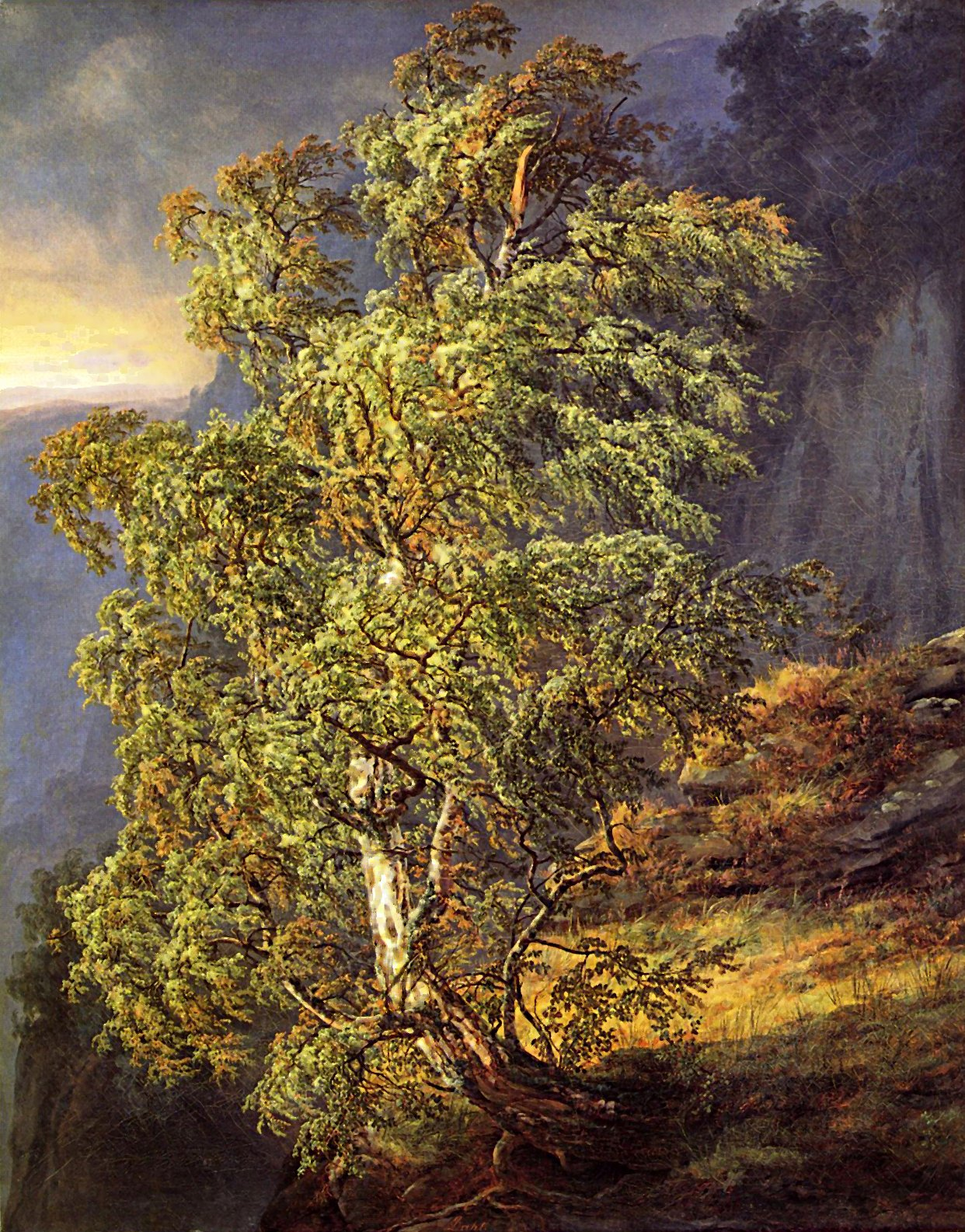
Abedul en tormenta (1836)
Stalheim (1842)
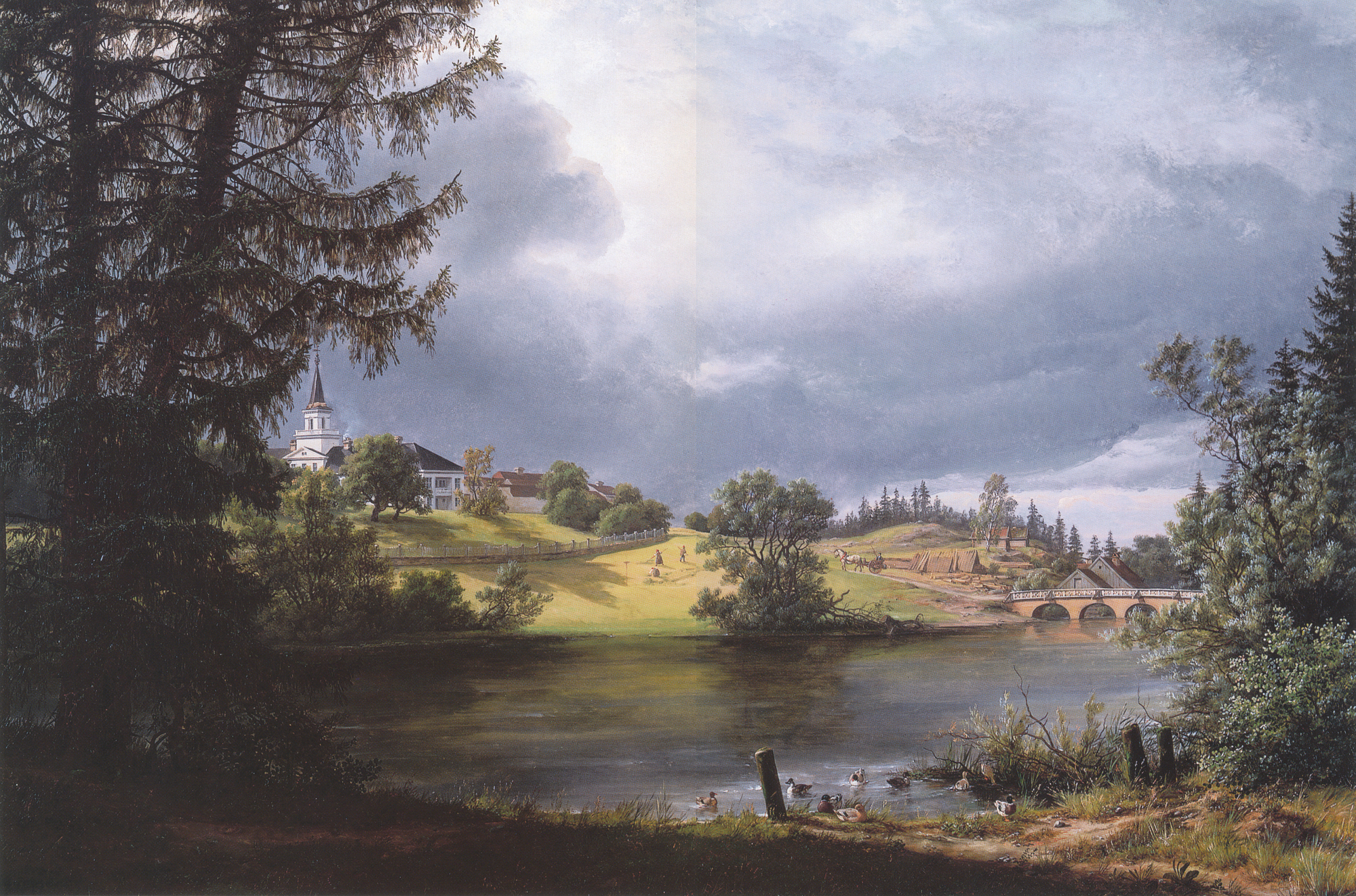
Mansión Frogner (1842)
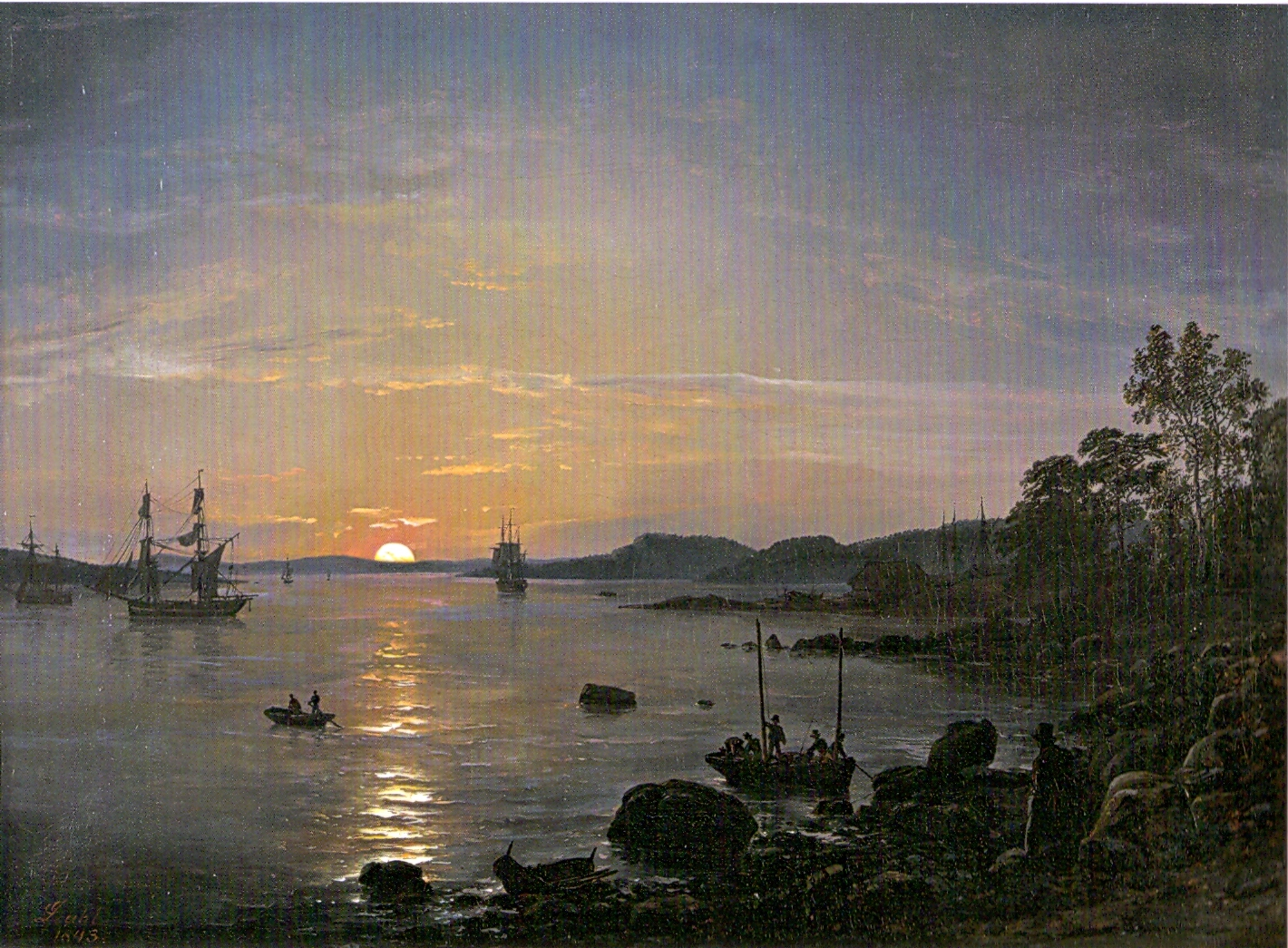
Holmestrand (1843)
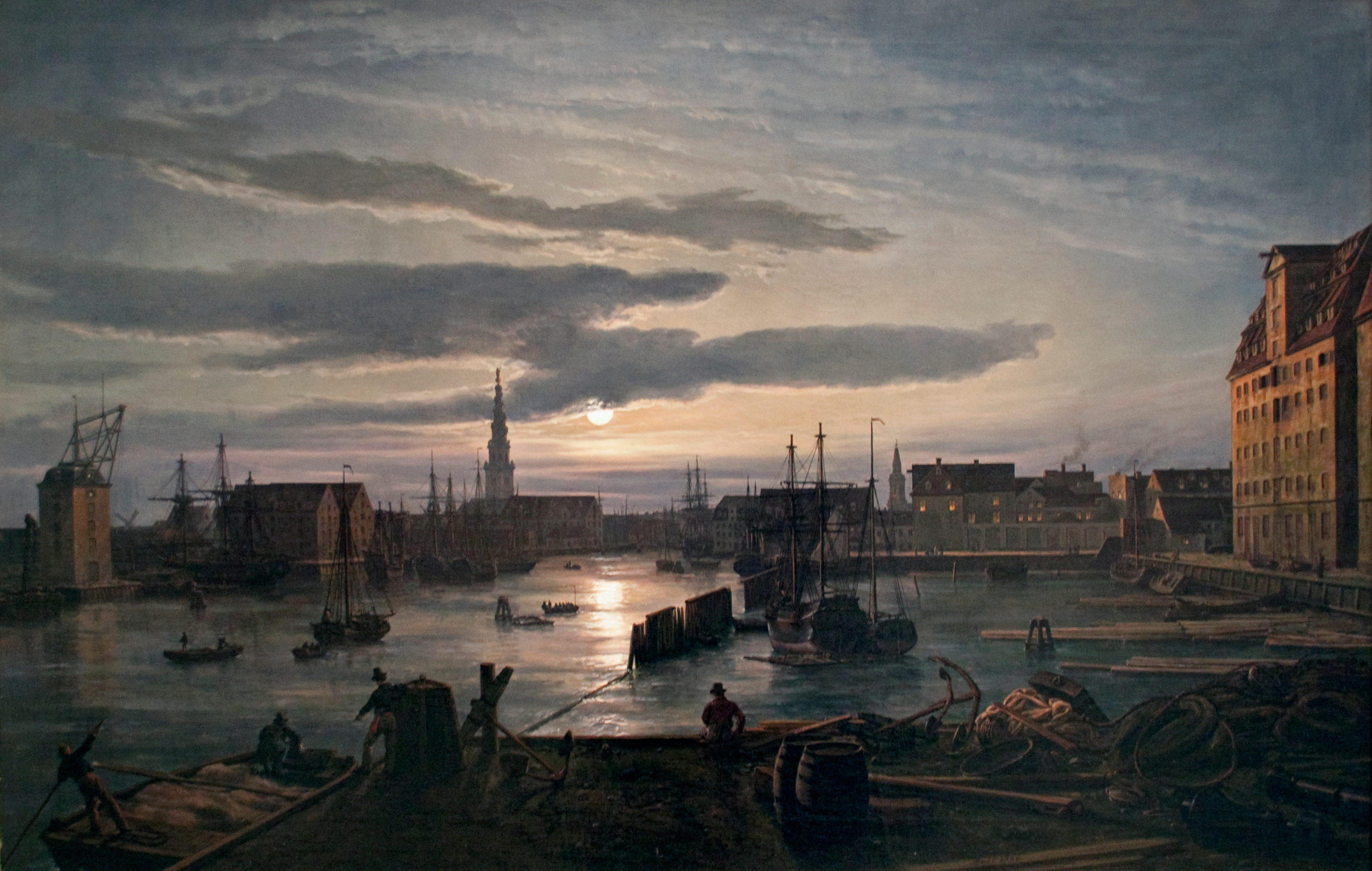
Puerto de Copenhague a la luz de la luna (1846)